# Bomba‐relógio

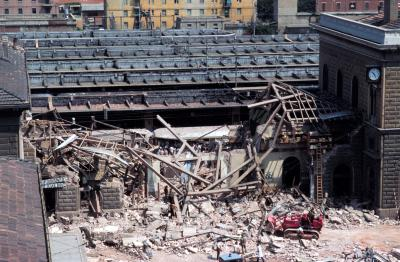
Consequências do atentado na estação ferroviária de Bolonha em agosto de 1980 que matou 85 pessoas, o evento mais mortal durante os Anos de Chumbo.

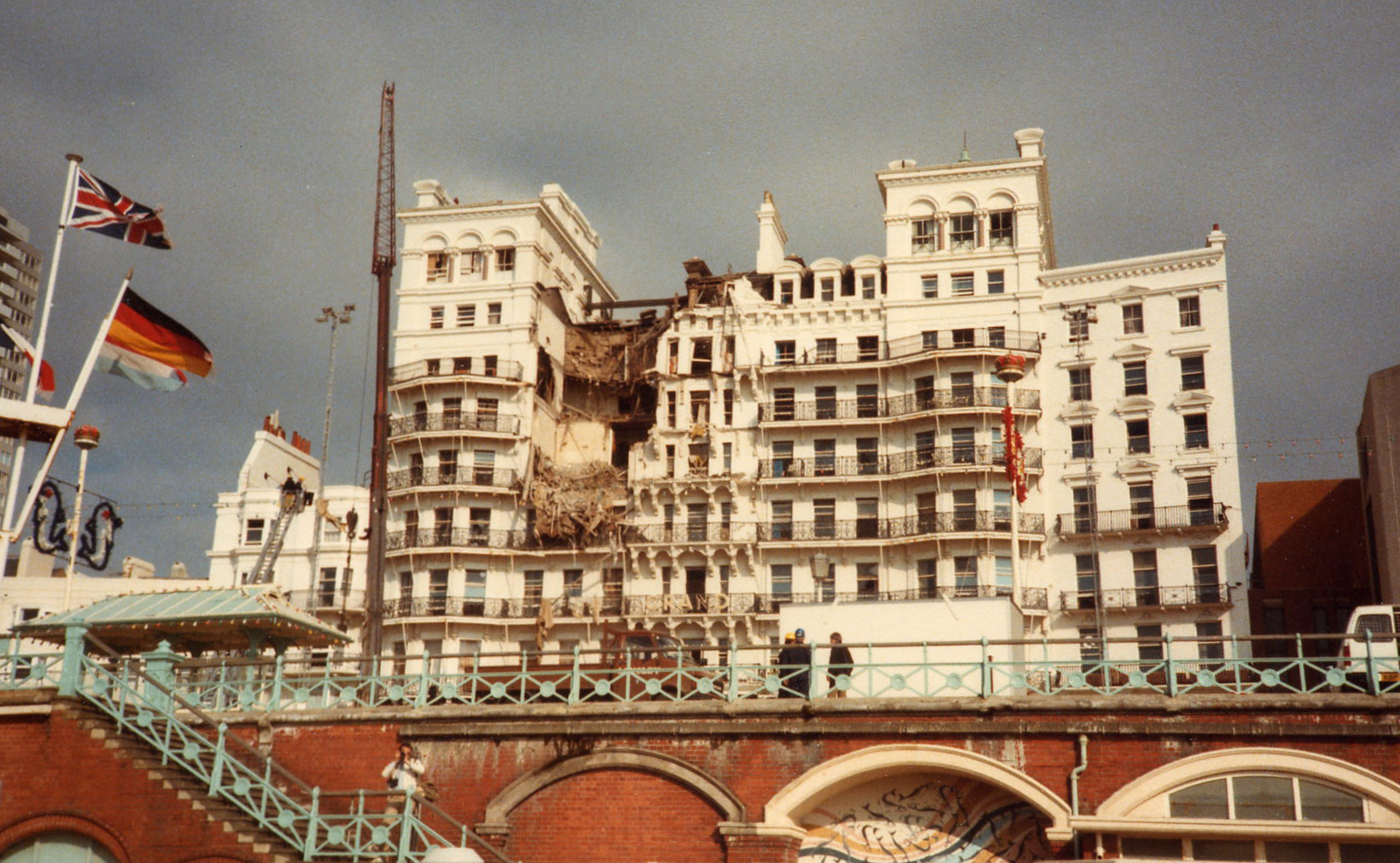
Consequências do atentado ao Grand Hotel em Brighton (1984) que teve como alvo a primeira-ministra britânica Margaret Thatcher, resultado de uma bomba-relógio que havia sido colocada no hotel quase um mês antes de detonar. Thatcher não foi ferida, mas cinco outras pessoas morreram e 31 ficaram feridas.

Uma bomba-relógio (ou bomba de tempo) é uma bomba cuja detonação é acionada por um temporizador. O uso ou tentativa de uso de bombas-relógio tem sido para vários propósitos incluindo fraude de seguro, terrorismo, assassinato, sabotagem e guerra. Elas são um recurso narrativo frequente em filmes de suspense e filmes de ação pois oferecem uma maneira de transmitir uma sensação dramática de urgência.

## Construção

Diagrama de uma bomba-relógio simples na forma de uma bomba de cano

A carga explosiva é o componente principal de qualquer bomba, e compõe a maior parte do tamanho e peso dela. É o elemento de dano da bomba (junto com quaisquer fragmentos ou estilhaços que a explosão possa produzir com seu recipiente ou objetos vizinhos). A carga explosiva é detonada por um detonador.
O mecanismo de cronometragem de uma bomba-relógio pode ser fabricado profissionalmente separadamente ou como parte do dispositivo, ou pode ser improvisado a partir de um temporizador doméstico comum como um despertador de corda, relógio de pulso, cronômetro digital de cozinha, ou computador portátil. O temporizador pode ser programado para contar para cima ou para baixo (geralmente o último; pois a bomba detona quando o tempo se esgota).

## Tipos
Tipos de bombas-relógio incluem:
- Bomba de ação retardada (bombas lançadas por aeronaves com um atraso para aumentar o dano/perturbação)
- Dispositivo explosivo improvisado (bombas "caseiras" com um atraso para permitir que a pessoa que coloca a bomba escape)
- Mina magnética (anexada a navios inimigos por mergulhadores navais)

## Lista de incidentes notáveis envolvendo bombas-relógio
| Ano         | Evento                                                                                         | Local                                            | Perpetrador(es)                                     | Mortes                                                               | Feridos                             | Comentários |
| ----------- | ---------------------------------------------------------------------------------------------- | ------------------------------------------------ | --------------------------------------------------- | -------------------------------------------------------------------- | ----------------------------------- | --- |
| 1776        | Ataque do submarino Turtle ao Eagle                                                            | Porto de Nova York, Estados Unidos               | Ezra Lee e David Bushnell                           | 0                                                                    | 0                                   | David Bushnell projetou o submarino Turtle usando uma bomba-relógio com mecanismo de relógio feita por Isaac Doolittle que se anexaria ao casco do navio britânico Eagle usando um parafuso, mas o parafuso falhou em penetrar o casco. A bomba-relógio foi liberada e eventualmente explodiu causando grande ruído mas nenhum dano aos britânicos. |
| 1864        | Sabotagem confederada do quartel-general do Gen. Ulysses S. Grant                              | City Point, Virginia, EUA                        | John Maxwell do Serviço Secreto Confederado         | 43 a 300                                                             | 125                                 | Maxwell chamou seu dispositivo de "torpedo de relógio"; colocado em uma barcaça de munição, detonou 30.000 projéteis de artilharia |
| 1875        | Ataque ao Mosel (navio)                                                                        | Bremerhaven, Alemanha                            | Alexander Keith, Jr.                                | 80 ou 83                                                             | 200                                 | Bomba colocada para fins de fraude de seguro; detonou prematuramente |
| 1880        | Atentado ao Palácio de Inverno                                                                 | São Petersburgo, Rússia                          | Narodnaya Volya                                     | 11                                                                   | 30                                  | Tentativa de assassinato do Czar Alexandre II |
| 1881–1885   | Campanha de dinamite feniana                                                                   | Grã-Bretanha                                     | Fenianos                                            | 3 (bombardeiros que morreram quando a bomba explodiu prematuramente) | 100                                 | Campanha nacionalista irlandesa liderada por Jeremiah O'Donovan Rossa |
| 1905        | Tentativa de assassinato de Yıldız                                                             | Constantinopla, Império Otomano                  | Edward Joris                                        | 26                                                                   | 58                                  | Tentativa de assassinato fracassada de Abdul Hamid II |
| 1910        | Atentado ao Los Angeles Times                                                                  | Los Angeles, EUA                                 | John J. McNamara e James B. McNamara                | 21                                                                   | 100                                 | Ação relacionada a sindicatos |
| 1915        | Série de ataques de Muenter                                                                    | Washington, D.C., Nova York                      | Nacionalista alemão Eric Muenter                    | 0                                                                    | 1                                   | Colocou bombas-relógio no Capitólio dos Estados Unidos, SS Minnehaha, e atirou em J. P. Morgan, Jr. contra a venda de armas aos inimigos da Alemanha |
| 1915        | Ataques de bomba-lápis                                                                         | Nova York, Oceano Atlântico                      | Abteilung III b, inteligência alemã                 | 36 navios danificados ou afundados                                   |                                     | Série de bombas-relógio incendiárias plantadas a bordo de navios transportando material de guerra de Nova York para a Europa |
| 1916        | Atentado do Dia da Preparação                                                                  | São Francisco, EUA                               | Líderes trabalhistas                                | 10                                                                   | 40                                  | Ação política isolacionista |
| 1920        | Atentado de Wall Street                                                                        | Nova York, EUA                                   | Anarquistas (suspeitos)                             | 38                                                                   | 400                                 | Seguiu outros atentados em 1919 |
| 1939        | Bürgerbräukeller                                                                               | Munique, Alemanha                                | Georg Elser                                         | 7                                                                    | 63                                  | Tentativa de assassinato de Adolf Hitler |
| 1942        | Operação Chariot                                                                               | Saint-Nazaire, França (tempo de guerra)          | Marinha Real Britânica, comandos britânicos         | 590                                                                  | desconhecido                        | Para danificar instalações portuárias sendo usadas por forças inimigas |
| 1944        | Conspiração de 20 de julho                                                                     | Toca do Lobo, Polônia (tempo de guerra)          | Resistência alemã ao nazismo                        | 4                                                                    | ?                                   | Tentativa de assassinato fracassada de Adolf Hitler |
| 1949        | Voo 108 da Canadian Pacific Air Lines                                                          | Sobre Cap Tourmente, Canadá                      | Albert Guay                                         | 23                                                                   | 0                                   | Assassinato; fraude de seguro |
| 1955        | Voo 629 da United Airlines                                                                     | Sobre Longmont, Colorado, EUA                    | Jack Gilbert Graham                                 | 44                                                                   | 0                                   | Assassinato; fraude de seguro |
| 1956        | Milk Bar, Place Bugeaud, Cafeteria, Rue Michelet, Escritório da Air France (falhou em detonar) | Argel, Argélia Francesa                          | Djamila Bouhired Zohra Drif Samia Lakhdari          | 3                                                                    | 50                                  | Atentados de represália no início da Guerra da Argélia, 30 de setembro de 1956 Parte das chamadas Guerras dos Cafés |
| 1963-1971   | Atentados da FLQ                                                                               | Canadá                                           | Frente de Libertação do Quebec                      | Nenhuma                                                              | 1 (oficial do Exército Walter Leja) | Série de atentados politicamente motivados (dispositivos temporizados e não-temporizados) e outras atividades |
| 1969-1976   | Atentados do Weatherman                                                                        | Estados Unidos                                   | Weather Underground                                 | 1 não confirmada; 3 bombardeiros (prematuro)                         | 3 confirmados; 1 não confirmado     | Série de atentados politicamente motivados (dispositivos temporizados e não-temporizados) e outras atividades incluindo fugas da prisão e motins |
| 1972        | Atentado de Aldershot                                                                          | Aldershot, Reino Unido                           | IRA Oficial                                         | 7                                                                    | 18                                  | Uma bomba-relógio de 280 lb em um carro |
| 1972 - 1973 | Atentados de Dublin de 1972 e 1973                                                             | Dublin, Irlanda                                  | Força Voluntária do Ulster                          | 3                                                                    | 185                                 | Parte da campanha anti-nacionalismo irlandês |
| 1972        | Atentado de Belturbet                                                                          | Cavan, Irlanda                                   | Força Voluntária do Ulster                          | 2                                                                    | 8                                   | Parte da campanha anti-nacionalismo irlandês |
| 1973        | Atentado ao Old Bailey de 1973                                                                 | Londres, Reino Unido                             | IRA                                                 | 1                                                                    | 220                                 | Continuação da campanha anti-britânica |
| 1974        | Atentado ao ônibus M62                                                                         | West Riding of Yorkshire                         | IRA Provisório                                      | 12                                                                   | 38                                  | Continuação da campanha anti-britânica |
| 1974        | Atentado à Mitsubishi Heavy Industries de 1974                                                 | Tóquio, Japão                                    | Frente Armada Anti-Japão do Leste Asiático          | 8                                                                    | 376                                 | Direcionado contra o "imperialismo japonês" e "seus colonos" |
| 1974        | Atentados de Dublin e Monaghan                                                                 | Dublin e Monaghan, Irlanda                       | Força Voluntária do Ulster                          | 34                                                                   | 300                                 | 4 bombas-relógio em carro-bombas. Parte da campanha anti-nacionalismo irlandês. Maior perda de vidas de um ataque durante os Troubles da Irlanda do Norte. |
| 1974        | Atentados aos pubs de Birmingham                                                               | Birmingham, Reino Unido                          | IRA (suspeito)                                      | 21                                                                   | 182                                 | Continuação da campanha anti-britânica |
| 1974        | Atentados aos pubs de Guildford                                                                | Guildford, Reino Unido                           | IRA                                                 | 5                                                                    | 65                                  | Direcionado contra pessoal do Exército |
| 1975        | Ataques ao Donnelly's Bar e Kay's Tavern                                                       | Dundalk, Irlanda                                 | Força Voluntária do Ulster                          | 2                                                                    | 21                                  | Parte da campanha anti-nacionalismo irlandês (primeira parte de ataque duplo) |
| 1976        | Atentado ao Hillcrest Bar                                                                      | Dungannon, Condado de Tyrone, Irlanda do Norte   | Força Voluntária do Ulster                          | 4                                                                    | 50                                  | Parte da campanha anti-nacionalismo irlandês |
| 1976        | Atentado de Castleblayney                                                                      | Monaghan, Irlanda                                | Força Voluntária do Ulster                          | 1                                                                    | 17                                  | Parte da campanha anti-nacionalismo irlandês |
| 1977        | Afundamento do Lucona                                                                          | Oceano Índico                                    | Udo Proksch                                         | 6                                                                    | 6                                   | Tentativa de fraude de seguro |
| 1982        | Atentado ao Droppin Well                                                                       | Ballykelly, County Londonderry, Irlanda do Norte | Exército Irlandês de Libertação Nacional INLA       | 17                                                                   | 30                                  | Atentado contra soldados britânicos |
| 1984        | Atentado ao hotel Brighton                                                                     | Brighton, Reino Unido                            | IRA                                                 | 5                                                                    | 31                                  | Tentativa de assassinar a PM Margaret Thatcher |
| 1985        | Afundamento do Rainbow Warrior                                                                 | Auckland, Nova Zelândia                          | DGSE francesa                                       | 1                                                                    | 0                                   | Duas minas magnéticas, programadas para detonar com 10 minutos de intervalo |
| 1985        | Voo 182 da Air India e Atentado ao Aeroporto Internacional de Narita de 1985                   | Oceano Atlântico, Aeroporto de Tóquio Narita     | Babbar Khalsa separatistas do movimento Khalistan   | 331                                                                  | 4                                   | Atentado a dois voos 747 com despertador e dinamite escondidos em sintonizador de rádio |
| 1987        | Voo 858 da Korean Air                                                                          | Mar de Andaman                                   | Coreia do Norte                                     | 115 (todos)                                                          | 0                                   | Terrorismo de Estado contra a Coreia do Sul |
| 1987        | Atentado do Dia da Recordação                                                                  | Enniskillen, Irlanda do Norte                    | IRA                                                 | 12                                                                   | 63                                  | Continuação da campanha anti-britânica |
| 1988        | Voo 103 da Pan Am                                                                              | Sobre Lockerbie, Escócia                         | Líbia                                               | 270                                                                  | 0                                   | Represália contra Reino Unido e EUA |
| 1989        | Atentado aos quartéis de Deal                                                                  | Deal, Kent, Reino Unido                          | IRA                                                 | 11                                                                   | 21                                  | Direcionado contra pessoal militar |
| 1993        | Atentado ao World Trade Center                                                                 | Nova York, EUA                                   | Ramzi Yousef                                        | 6                                                                    | 1.042                               | Caminhão-bomba usou pavio de 20 pés para atraso de doze minutos, pretendia colapsar ambas as torres. |
| 1994        | Voo 434 da Philippine Airlines                                                                 | Entre Cebu e Tóquio, Japão                       | Ramzi Yousef                                        | 1                                                                    | 10                                  | Explosão perdeu o tanque de combustível, matou um passageiro e danificou sistemas de controle mas o piloto conseguiu pousar. Yousef foi o bombardeiro do World Trade Center em 1993 |
| 1995        | Atentado de Oklahoma City                                                                      | Oklahoma City, EUA                               | Timothy McVeigh                                     | 168                                                                  | 800                                 | Ataque terrorista doméstico mais mortal nos Estados Unidos. |
| 1996        | Atentado ao Centennial Olympic Park                                                            | Atlanta, Geórgia, EUA                            | Eric Rudolph                                        | 1                                                                    | 111                                 | Politicamente motivado anti-aborto; ocorreu durante as Jogos Olímpicos de Verão de 1996. |
| 1998        | Atentado de Omagh                                                                              | Omagh, Irlanda do Norte                          | IRA Real                                            | 29                                                                   | 220                                 | Pior perda de vidas de um único incidente da campanha anti-britânica. |
| 1999        | Massacre da Escola Secundária Columbine                                                        | Columbine, Colorado, EUA                         | Eric Harris e Dylan Klebold                         | 15                                                                   | 24                                  | As bombas não explodiram, e não foram a causa de nenhuma das mortes ou ferimentos. |
| 1999        | Atentados aos apartamentos russos                                                              | Buynaksk Moscou Volgodonsk, Rússia               | Rebeldes chechenos liderados por Khattab (suspeito) | 293                                                                  | 651                                 | 4 bombas ao longo de 4 dias; propósito desconhecido. |
| 2003        | Assassinato de Brian Wells                                                                     | Erie, Pennsylvania, EUA                          | Marjorie Diehl-Armstrong Kenneth Barnes             | 1                                                                    |                                     | Silenciar testemunha de roubo a banco forçado; bomba-relógio corporal |
| 2006        | Atentado ao mercado de Moscou                                                                  | Moscou, Rússia                                   | Organização racialista                              | 13                                                                   | 46                                  | Ataque racialmente motivado |